# Дрита Тутуновић
Дрита Тутуновић (22. јул 1944) је једна од малобројних потомака сефардских Јевреја у Србији. Бави се очувањем језика, културе и традиције својих предака, прикупљајући песме и речи на јеврејско-шпанском језику и бранећи заоставштину Сефарда, својих предака, од заборава. Живи и ради у Београду.

## Приватни живот Дрите Тутуновић

### Рођење у логору
Мајка и бака Дрите Тутуновић су рођене у Солуну. Бака се удала за Аврама Бахара и, иако је потицала из богате породице Бежа, њен муж је желео да се осамостале. Аврам, желећи да буде свој човек и сам себи газда, на наговор својих рођака, односно браће од стричева, дошао је у Приштину. Рођаци су му писали и говорили како је то забачено место, нема нигде никога и стога може лепо да се заради. Господин Бахар је, дакле, отворио своју сопствену радњу мешовите робе у Приштини.
Једно време је живео на релацији Приштина – Солун, а затим, када му је досадило, јавио је жени да се разболео и да она и њихова петогодишња девојчица, Дритина мајка, дођу у Приштину. И заиста, Дритина бака је са само два кофера отишла, надајући се да је то само посета и да ће се вратити. Међутим, судбина је хтела другачије. Дрита прича да јој је бака говорила да кад год би се спаковала, тада би утврдила да је трудна. Тако су се и родиле њене две тетке у Приштини. Њена тетка Бела је дошла на свет 1928. године, а тетка Моза 1931. Иако је бака жарко желела да се врати у Солун својим родитељима, браћи, сестрама, никако то није могла, а време је протицало. Постојала је још једна велика потешкоћа, а то је да није знала српски језик.
Дрита такође памти да јој је бака причала да су у Приштини живели у Дечанској улици број 3. Иако у бившој Југославији нису постојала гета, Јевреји су се, упркос томе, груписали, како би били једни са другима и како би се међусобно помагали када је то било потребно. Та помоћ је посебно била неопходна јер су Сефарди прихватили патријархалан начин живота: жене нису радиле, бринуле су о кући и деци.
У међувремену, како је време одмицало, почео је рат. На почетку рата, од 1941. до 1943. године, Приштина је припала италијанској интересној зони, тако да, без обзира што су Италијани били фашисти, нису хапсили нити слали Јевреје у логоре. Међутим, Италија је капитулирала 1943. Родитељи су Дрити причали, иако звучи немогуће, да су Немци већ сутрадан ушли у Приштину и већ тад почели да хапсе Јевреје. Већина њих, скоро сви, одведени су у логор Берген – Белзен.
Дритина мајка се већ у то време бавила илегалним радом, где је и упознала Дритиног оца. Баш те 1943. године су се и венчали. Када су Немци почели да хапсе, мајка је имала среће да се тог дана није затекла у кући, али сви њени били су одведени. Међутим, ипак није избегла логор јер је дошло до велике „провале”, како су они то називали, односно до велике издаје. Неко их је издао. Сви су похапшени и одведени у логор на присилни рад, у Беч. Да ситуација буде тежа, мајка је већ била у шестом месецу трудноће када су је интернирали и одвели у Беч. 
Као и у свим логорима, имали су веома тешке услове и тешко су радили. То најбоље потврђује чињеница да је Дритина мајка после порођаја имала само 36 килограма.
Тако је Дрита Тутуновић рођена у логору. Родитељи јој никада нису причали о страхотама рата, али јесу о томе како су људи били солидарни и помагали једни другима без икаквог интереса. Сваки логораш, колико је могао, помагао је мајци са бебом. Мајка није могла да је нахрани, а беба је била гладна и стално је плакала. Стога јој је један логораш дао шибице, које су биле драгоцене. Други је нашао малу конзерву и тако су грејали воду. Потом су стављали унутра шећер да се растопи и тиме хранили малу Дриту. Међутим, није могло да се сакрије то да је у логору постојала беба, те су је одузели од мајке 4. августа. Бебу су одвели у болницу, која је једина у то време била неоштећена. Ту су сакупљана деца која су била или без родитеља или која су, као Дрита, одузета. Када би се деца опоравила, давали су их на усвајање немачким и аустријским породицама који су остали без деце. У то време су многи узимали децу, била је то масовна појава.

### Бег из логора
Једнога дана, када се Дритина мајка враћала са рада, ипред једне велике капије угледала је жену, која им је, заправо, решила судбину. Њој се капија од кованог гвожђа затворила, а квака је била са друге стране. Тада је њена мама изашла из колоне, провукла своју танушну руку и отворила јој врата. Жена је ушла, а мама се вратила у колону. Међутим, после свега неколико минута, жена је дотрчала, носећи хлеб који је понудила мами. Кључни тренутак је био тај када је Дритина мајка рекла: „Не, хвала“ на српском језику, с обзиром на то да немачки никада није хтела да проговори. Жена ју је затим зграбила за руку и упитала да ли је Пољакиња, јер јој се реч „хвала“ учинила пољском. Дритина мајка је само рекла: „Не, ја сам из Југославије“ и вратила се у колону. Сутрадан, та жена је дошла код капоа логора и тражила пет логаришица, међу којима је одабрала и мајку Дрите Тутуновић. Када су се састале, жена је упитала мајку: „Добро, реци ми, молим те, зашто си одбила храну? Видиш да се крај рата очигледно ближи, млада си и твој нагон за животом би требало да буде знатно јачи.“ Мајка, која је насупрот Дрити, била тиха и стидљива жена, рекла јој је да су јој одузели дете и да је због тога очајна. Жену је веома растужило када је рекла: „Ја никада нећу упознати своју девојчицу.“ Због тога је обећала мајци да ће она узети њену ћерку из болнице.
Споразумевале су се на пољском језику. Жена је била Бечлијка и звала се Вероника. Дрита се не сећа њеног презимена, али име јој није заборавила јер јој је мајка рекла да, ако буде једнога дана имала девојчицу, зваће се тако. Њен муж је био културни аташе у Пољској и нису имали деце. Она је заиста пронашла Дриту. Још једна породица била је заинтересована да је усвоји, али Вероника је подмићивањем успела да окрене ствар у своју корист. Потписала је папире да ће је узети и рекла је мајци: „Ја ћу узети дете и вратићу ти га, али оно у логору не може да преживи. Ви морате да побегнете из логора или нађете начин шта да урадите.“
Мајка се вратила у логор да консултује Дритиног оца. Плашила се, разумљиво, да је то нека провокација, па ће их убити. Међутим, отац је без икаквог околишења рекао: „Пристани. Шта год да се догоди, ми не губимо.“ Он је био велики оптимиста и идеалиста и, генерално, веома необичан човек у сваком погледу, али и племенит и изузетно добар. Тако је мајка пристала. Чињиницу да ће побећи из логора знали су многи логораши и помагали су им у томе, а чак је врло могуће да је и сам капо логора знао. Дакле, уз њихову заједничку помоћ, враћајући се са рада, Вероника их је сачекала. Мама и тата су седамнаест дана и ноћи ишли пешке преко Беча и Милана јер је у то време Италија већ капитулирала и сматрала се слободном зоном. Када су дошли у Милано и мало се опоравили, писали су писмо Црвеном крсту да провере да ли има иког живог из породице.

### Преживљавање Дритине породице и коначни сусрет
С друге стране, родбина Дритине мајке имала је потресну судбину. Аврам, Дритин дека, убијен је и спаљен у крематоријуму, док је Рахела, његова жена, а Дритина бака, угурана у вагон са својим ћеркама. Наиме, Немци су желели да се отарасе логора и сваког трага њиховог постојања, те су своје заточенике стрпали у вагоне, одвели их до околине Дрездена и тамо оставили на отвореној прузи. Били су закључани са спољашње стране и остављени на милост и немилост. Како је Рахела Дрити увек говорила када би причала о овом стравичном догађају, људи у њеном вагону су имали толико среће да су постојале две пукотине на њему: прва се налазила на крову и, када је киша падала, они су кишницу скупљали и на тај начин преживљавали. Глад може да се поднесе, али жеђ никако, говорила је Дрити њена бака. Друга пукотина се налазила са стране и била је од пресудног значаја. Дритина најмлађа тетка Моза је кроз рупицу угледала руског војника. Он их је на крају и спасао: наишао је у прави час, ослободио их је и изнемоћале послао у болницу.
И Рахела је настојала да сазна ко је од њених преживео стравичну голготу. Сазнала је да нико од њене породице није преживео. Начула је и да су Јевреји са тог подручја били мучени, слати до логора преко вагона, а дешавало се и да солунске Јевреје стрпају на бродове и одведу до пучине, где би их касније потопили. Међутим, некако је ипак успела да ступи у контакт са Дритином мајком и оцем и нашли су се у Призрену. Тамо су остали врло кратко: и Дрита и њена мајка су се разболеле, сама Дрита чак неко време није могла да говори и хода од исцпрљености због болести коју је добила. На крају су се договорили да ће уточиште, коначну срећу и мир пронаћи у Београду.

### Живот у Београду
У Призрену су чланови Дритине породице размишљали куда да иду даље и одлучили су се за Београд, те су тамо отишли чим су Дрита и њена мајка оздравиле. Ту су у почетку живели изнад капеле на Јеврејском гробљу, где су провели нешто више од годину дана. Затим су се преселили у стан у Крунској улици бр. 19. Њихова зграда и две суседне припадале су Католичкој цркви и када су се доселили, сви станари осим Дритине породице били су Словенци. На овом месту су убрзо почели да се окупљају они који су преживели страхоте Другог светског рата. Ту би се састали и одлучивали шта им је даље чинити. Тако је брат од стрица Дритине мајке отишао у Чехословачку, где је постао авиомеханичар. Одатле је потом отишао у Израел, који је био под енглеским протекторатом док 1948. није признат као држава.
У Београду је породица Дрите Тутуновић коначно поново имала услове за пристојан живот. И мајка и отац су радили (отац је претходно студирао и електротехнику и француски језик и књижевност), а 1947. им се родило и треће дете, Дритина сестра Лири. Долазило је у то време и до неочекиваних сусрета са неким члановима породице који су такође успели да преживе рат. То би увек били веома потресни и емотивни тренуци. Тако их је рецимо 1951. нашао и Арон, брат од тетке Дритине мајке.
Дритин први језик је ђудезмо. Њега је првенствено научила од баке Рахеле, будући да она није знала српски, а остајала је сама са унуцима у кући када им родитељи оду на посао. Тако је Дрита проговорила прво на ђудезму, па је тек онда научила све остале језике које данас говори (између осталих и италијански, који је дипломирала, док јој је шпански на факултету био помоћни језик). Разуме и турски, пошто је на том језику говорила њена друга бака, Зарифа. Она би често пила кафу са Рахелом - једна је причала на турском а друга на ђудезму и одлично су се разумеле. Од баке Рахеле није научила само језик, већ и многе песме, приче, пословице исл. Причала јој је и о томе како је њихова породица пореклом из Арагона, одакле су у 15. веку протерани као и сви остали Јевреји у Шпанији, и како су са собом понели кључ од своје куће, што су том приликом и многе јеврејске породице урадиле.

## Рад на очувању сефардске традиције
У време свог детињства Дрита Тутуновић би, када су родитељи одлазили на посао, остајала сама са баком, која није знала српски језик, али јој је матерњи језик био ђудезмо, односно јеврејско-шпански. Тако је и Дрита са баком научила и прво проговорила јеврејско-шпански (ђудезмо), који је њен матерњи језик. Српски језик, као и турски и словеначки, научила је касније. Као врло радознало дете, стално је разговарала са баком о њеном животу и прошлости, удаји, њеним родитељима, итд.
После много година, када су јој и бака и мајка умрле, Дрита се уплашила да ће заборавити свој матерњи језик. Користила је свој матерњи језик у знатно мањој мери, са теткама и рођацима, са којима више није живела у истој кући. Залагање за очување ђудезма је потекло баш од њене баке, која јој је говорила: Заборавити свој језик и умрети је исто. Не можеш рећи да си Сефард, ако бар нешто не знаш од свог језика, што је Дрита разумела тек пошто је одрасла и схватила да ће заборавити свој језик.
Тако је Дрита почела да записује по цедуљама и салветама све речи којих је могла да се сети, што је резултовало стварањем речника 1992. године, када се обележавала годишњица изгона Јевреја из Шпаније. Њена намера је била да то што је записала и саставила остави потоњим генерацијама и породици. На наговор професора Ивана Клајна, одвојила је речник од песама, пословица, дечјих песама (који је првобитно по Дритиној замисли требало да илуструју употребу тих речи у јеврејско-шпанском). Било јој је врло тешко сетити се свих речи и израза, а врло често многих ствари ни није могла да се сети, јер је радила сама и није имала узоре, менторе, нити било кога кога би могла да пита за помоћ.
Сам речник је од великог значаја јер пре ње нико није учинио или записао ништа у намери да сачува јеврејско-шпански језик од заборава.
Врло често, покушавајући данима да се сети неких речи и израза, долазила би јој бака у сан и, говорећи на јеврејско-шпанском, Дрита би се сетила многих речи или песама које је њена бака јако лепо певала. Касније је почела много озбиљније да се бави истраживањем и проучавањем свог језика и саставила је две збирке песама. Једна од њих се зове Изгрева месец (Ya sponto la luna), и издата је 1997. године; збирка је била пропраћена касетом на којој је Дрита са музичарем Анђелком Дупланчићем отпевала сефардске песме које је као дете научила углавном од баке. Иако аматер, Дрита каже да пева као њена бака, која ју је и учила да мора да пева од срца, јер је само такво певање право певање.
Друга збирка је настала на предлог тадашњег шпанског амбасадора у Београду Хуаристија, и зове се Песме од срца (Kantigas del korazon). 
Са музичарем Стефаном Саблићем урадила је це-де Одакле ти те очи? (Donde tiyenes ojos?), који је посветила својој тетки, а на ком се налазе различите обичајне, свадбене песме као и неколико дечјих успаванки. Аранжмани песама су рађени на начин да се приближе млађој популацији, што Дрита сматра веома важним.
Наредно Дритино дело биће њен магистарски рад о сефардској народној књижевности, традицији породичног очувања и миграције шпанских Јевреја у Србију, превасходно у Београд, који су ту од 1521. године.
До делатности Дрите Тутуновић није постојао никакав документ о сефардској традицији у Београду, осим код књижевника који су у своја дела увели сефардске теме, али су писали на српском језику. Замена језика већ је узела маха и то је први разлог сакупљачке делатности Дрите Тутуновић, која је желела да из љубави преба својој породици остави сведочанство које ће сачувати језик њене породице од заборава.

## Списак дела

### Диксионарио ладино-сербо
На идеју о састављању овог речника Дрита је дошла из страха од заборављања свог матерњег језика. Значај познавања матерњег језика почела је да увиђа захваљујући својој баки која јој је често говорила да „не можеш рећи да си сефард и да си то што јеси ако бар нешто не знаш од свог језика“. Временом је почела да записује све речи којих се сећала (некад чак и по цедуљама и по салветама) и то је резултовало речником који је саставила 1992. године.
Првобитно је овај речник био намењен Дритиној породици, без намере да постане познат широј јавности. Будући да је већ дипломирала на групи за италијански језик и књижевност, јер још увек није постојала катедра за шпански језик, отишла је на Филолошки факултет где се саветовала са Иваноm Клајном око форме и садржаја свог речника. Једна од недоумица била је како Јевреји у Југославији пишу хебрејским словима или раши писмом. На основу писама јеврејских војника из Првог светског рата открила је да су писани ћирилицом, али на шпанском језику.
Тај речник је изашао из штампе у децембру 1992. године када се обележавала манифестација под називом „Сефарад 92" када се шпански краљ Хуан Карлос извинио Јеврејима и изјавио да могу да се врате у Шпанију. Око 5 000 речи и израза записала је без икаквог претходног узора, већ искључиво из сопственог памћења. Имала је доста потешкоћа са присећањем одређених речи и израза из свакодневног живота, при чему је једину помоћ могла да јој пружи родбина. Речник Дрите Тутуновић био је од великог значаја зато што ништа до тада није било учињено да се било која реч запамти.

### Изгрева месец (Ya sponto la luna)
Ово је прва књига песама, прича и других умотворина на ђудезму коју је из свог сећања сакупила и објединила Дрита Тутуновић. Српско издање ове књиге садржи и оригинале на јеврејско-шпанском језику и преводе на српски. Према Дритиним речима, у књизи има највише песама, више него прича и пословица, јер се песме најлакше памте и најдуже остају у сећању. Многих текстова песама се и сетила тако што се претходно сетила њихове мелодије.
Теме ових песама су разноврсне: о прецима, о љубави, о рођењу, успаванке, итд. Дрита са жаљењем и носталгијом сведочи да су млађе генерације незаинтересоване за овакав вид преношења културних добара и духа ових песама. Како каже, богатство ових песама је у усменом преношењу и слободи интерпретације. Неке од познатих песама су и Ya sponto la luna (Изгрева месец, једна од најлепших песама по коме је дат назив и књизи и це-деу), Adio Kerida (Збогом драга), Onde stan las javes? (Где су кључеви?), Pasaro kon ozus mavis , Arvolis yoran por luvyas и друге. Уз ову књигу Дрита је објавила и це-де на коме је са музичарем Анђелком Дупланчићем снимила неке од песама, певајући их онако како их је научила од своје баке, те и сама њена интерпретација наликује више оној која се може чути усменим преношењем. Посебну драж у интерпретацији даје склад између инструмената и гласа, те се текст може врло добро разумети, а осећа се и изузетна аутентичност у интерпретацији. Посебан избор ритма оставља утисак носталгије.
Прича има много мање, и углавном нису комплетне, већ се ради о одломцима. Као и песме и приче је Дрита чула и научила као девојчица, те би услед много прича тешко памтила све, углавном је памтила упечатљиве делове, какви су неретко били почеци прича или њихови крајеви. Неке од прича су: Moshiko se fizu rey, Las ermanas, El ombre ke vendiyo la vaka a un arvol, El mazal no si puedi engañar и друге.
Књига се завршава оригиналним пословицама које су распоређене на четири стране, данашњој књижевности углавном непознате, што је доказ да током година нису биле мењане. Ове умотворине на врло леп начин дочаравају искуства неких ранијих живота.
El mal entra por la puerta de la kaza, sali por el ojo de l’aguja.— Зло улази на врата, а излази кроз иглене уши.

## Мини-речник
- arekavador, м. р. - инкасант, онај који наплаћује станарину
- aflakarse, глагол - смршати, слабити, губити на тежини
- aflakamijentu, м. р. - мршављење
- afižar, глагол - усвојити (женско дете)
- afrisionarse, глагол - желети јако, бити болестан од жеље
- biva el paggador, ke no muera el arekavador - нека живи платиша да не умре неплаћивач (да има од чега да живи)
- birit, berit mila, м. р. - верско обрезање дечака
- demudada, ж. р. - оронулост; mužer demudada - жена лошег изгледа (после болести)
- entikijarse, intikijarse, глагол - оболети од туберкулозе, заразити се туберкулозом
- fašista, м. р. - фашиста
- flakesa = flakidad, ж. р. - мршавост, измршавелост; flakitu, деминутив - омршав, мало мршав
- flakor, ж. р. - слабост, мршавост
- flaku, придев - мршав; flaku atimadu - живи костур, мршав до исцрпљености, јако мршав
- fronteru, м. р. - фризура украшена дукатима (типична за Сефарткиње у оно доба)
- landra, ж. р. - куга
- muzotros, afrisionadus por pan, lo komijamus en el shuenu... - више него жељни хлеба, у сновима смо га јели...
- peča, ж. р. - данак, порез; no teneš de komer, teneš peča - имали за храну или не, за порез мора бити (новца)
- sjete, број - седам; los siete - седам дана жалости (код Сефарда је обичај да, када неко близак умре, његова породица седам дана седи у знак жалости, а даља родбина и суседи им доносе храну и брину о свему)[3]